# 화천군보건의료원
화천군보건의료원은 청정자연의 아름다움을 간직한 산천어와 수달의 고장으로,
보건의료원은 화천군 주민의 “정신적ㆍ신체적 건강수명 연장” 목표를 가지고 지역주민의 건강증진과 지역보건발전을 위하여 최선을 다하고 있습니다.

## 일반현황

### 연혁
- 2014.07월 : 다목보건진료소 이전 신축 (건축면적 : 151.24m2)
- 2012년 7월 : 하남면 보건지소 이전 신축 건축면적 : 350.75m2, 진료과 : 의과, 한방과
- 2011년 6월: 보건의료원 이전 신축 대지면적 3,805m2, 건축면적 4,009m2 6개과 22병상 (내과, 외과, 소아청소년과, 산부인과, 치과, 한방과)
- 2011.02월 : 공중보건의사 숙소 신축 (건축면적 : 434.19m2, 10가구)
- 2010년12월 : 상서면 보건지소 이전 신축 건축면적 : 359.05m2, 진료과 : 의과, 한방과
- 2009년 12월 : 오음보건진료소 신축 (건축면적 : 149.4m2)
- 2007년 12월  간동면 보건지소 신축 건축면적 : 359.34m2, 진료과 : 의과, 치과, 한방과
- 2006년 4월 : 봉오보건진료소 이전 신축 (건축면적 : 134.46m2)
- 2004년 11월 : 용암보건진료소 신축 (건축면적 : 124.78m2)
- 2004년 8월 : 풍산보건진료소 이전 신축 (건축면적 : 134.19m2)
- 2003년 10월 : 산양보건진료소 이전 신축 (건축면적 : 129.75m2)
- 2002년 12월 : 보건의료원 증∙개축 (회의실, 의사숙소, 건강증진실 증설)
- 2001년 7월 : 사내면 보건지소 이전 신축 건축면적 : 371.88m2, 진료과 : 의과, 치과, 한방과
- 1997년 12월 : 다목보건진료소 이전 신축 (건축면적 : 120.96m2)
- 1996.12월 : 보건의료원 증∙개축 (병실 및 진료실 확장)
- 1992년 8월 : 하남면 보건지소 준공 건축면적 : 198m2, 진료과 : 의과
- 1989년 10월 : 보건의료원 개원 건축면적 3,419m2 6개과 30병상 (내과, 외과, 소아과, 산부인과, 치과, 한방과)
- 1989년 4월 : 오음보건진료소 증축 (건묵면적 : 93.87m2)
- 1988년 1월 : 간동면 보건지소 준공 건축면적 : 168.3m2, 진료과 : 의과, 치과
- 1986년 12월 : 상서면 보건지소 준공 건축면적 : 166.8m2, 진료과목 : 의과
- 1986년 12월 : 사내면 보건지소 준공 건축면적 : 166.8m2, 진료과 : 의과, 치과
- 1984년 12월 : 모자보건센터 설치
- 1984년 11월 : 풍산보건진료소 준공 (건축면적 : 73.89m2)
- 1984년 11월 : 다목보건진료소 준공 (건축면적 : 75.9m2)
- 1984년 5월 :  보건소 이전 신축
- 1983년 11월 :용암보건진료소 준공 (건축면적 : 73.87m2)
- 1983년 11월 : 오음보건진료소 준공 (건축면적 : 73.89m2)
- 1983년 11월 : 산양보건진료소 준공 (건축면적 : 73.89m2)
- 1983년 11월 : 봉오보건진료소 준공 (건축면적 : 73.89m2)
- 1963년 1월 :  보건소 설치

## 부서안내
보건사업과
보건행정담당
- 보건지소(4)
- 보건진료소(6)

감염병예방담당
- 만성병관리실
- 예방접종실

건강증진담당
- 건강증진실

지역보건담당
치매안심담당
- 치매안심센터
- 정신건강복지센터

진료과
진료행정담당
- 마취통증과
- 내과
- 산부인과
- 소아청소년과
- 한의과
- 치과
- 영상의학실

진료담당
- 응급실
- 입원실
- 물리치료실

건강검진담당
- 건강진단실
- 임상병리실

## 센터안내
- 치매안심센터
- 정신건강복지센터

## 진료과목
| 진료과         | 비고 |
| -------------- | --- |
| 내과           | 고혈압, 당뇨병, 소화기 질환, 호흡기 질환, 내분비질환, 신장 질환                                                                              |
| 마취통증의학과 | 어깨통증, 무릎통증, 대상포진 후 신경통, 척추관절 통증초음파를 이용하여 관절 내 주사로 통증제거 및 염증 완화                                  |
| 소아청소년과   | 신생아부터 청소년의 정상적인 성장과 발달에 대한 전반적인 관리와 이 시기에 발생하는 질환의 예방과 치료 관리예방접종 예진 및 영유아 건강검진   |
| 산부인과       | 산전 진찰, 부인암 검사, 각종 부인과 질환 및 초음파검사골다공증 검사, 자궁경부암 검사                                                         |
| 치과           | 근관치료, 스켈링, 치아우식증, 치주질환, 턱관절질환, 발치 등치과질환 치료와 예방 및 구강보건 교육 등 일반적인 치과 진료(보철관련 진료는 불가) |
| 한의과         | 침 |

## 응급실
- 응급실은 365일 24시간 진료합니다.

[본 병원은 지역응급의료기관으로 응급관리료가 부가됩니다.]
- 각 과 전문의가 24시간 교대로 근무합니다.

## 진료시간
외래진료
진료시간 (토·일·공휴일은 외래진료 없음)
- 평일 : 09:00~18:00
- 점심 : 12:00~13:00

## 보건지소, 진료소
- 간동면보건지소 : (의과, 한방과)
- 하남면보건지소 : (의과, 한방과)
- 상서면보건지소 : (의과, 한방과)
- 사내면보건지소 : (의과, 한방과, 소아청소년과)
- 풍산보건진료소
- 오음보건진료소
- 용암보건진료소
- 산양보건진료소
- 봉오보건진료소
- 다목보건진료소

## 셔틀버스 운행안내
이용대상
- 65세이상 노인, 장애인, 임신부 등이다.
- 대상자는 주민등록증, 복지카드, 산모수첩 등을 제시하면 무료로 셔틀에 탑승해 보건의료원에서 진료를 받은 후 셔틀을 타고 귀가할 수 있다.

셔틀버스  운행코스
1번 코스
- 의료원➡강원도민일보사 화천지사➡금강자전거➡153낚시➡ 시외버스터미널➡ 한마음한의원➡ 시내버스터미널➡주차타워를 경유

2번 코스
- 의료원➡화천예샘교회➡데시앙아파트➡아모리움아파트➡동산 아파트➡화천문화원